# 藏族音乐
藏族音乐大体上可以分为佛教音乐，宫廷音乐和民间歌舞音乐以及藏族的戏剧组成。

## 民间音乐

### 藏語民歌
藏族民歌主要包括有「鲁」，「谐」，「再柔」音乐高亢嘹亮，听起来就有高原蓝天辽阔的气象，曲调悠扬，是以五声为主音乐。它们囊括了所有人间宗教、喜怒哀乐、悲欢离合、劳动爱情题材。大可不必按西洋传统的分类原则分类。歌舞形式有“谐”、“卓”。谐包括：「热谐」，「康谐」，「堆谐」，「阿伽谐」。

### 與西藏相關的漢語流行音樂
諸如《卓玛》、《青藏高原》等。也包括美聲唱法（民族唱腔）的西藏紅歌。

### 歌手
“天杵乐队”的纯藏语的演唱团体。著名的藏族民歌手才旦卓玛和西藏第一流行歌手达珍之外，还有藏汉两种语言演唱歌曲的韩红，容中尔甲、亚东、琼雪卓玛等大量在藏区知名度很高的歌手。值得一提的是用纯藏语言演唱的，民间歌手：华尔贡 和德拜号称是草原上的夜莺。

## 佛教音乐
最著名的是羌姆，喇嘛念诵的，把经文当作歌词的加了鼓和镲，骨号和铜青伴奏的曲调。乐器如:加林的不断气吹奏法和超吹的铜青，也不愧为西藏特色。

## 宫廷音乐
《囊玛》，《噶尔》还有寺院的礼仪音乐如：拉卜楞寺的《道德儿》

## 乐器
藏族传统乐器有：扎木聂、扬琴、牛角胡、贴琴、根卡、胡琴、热玛琴、竖笛、布巴、骨笛、唢呐、铜笛、海螺、口弦、竹笛、嘉令、泥笛、大鼓、热巴鼓、达玛鼓、巴郎鼓、锣、镲、串铃。